# Dysstroma ethela
Dysstroma ethela är en fjärilsart som beskrevs av George Duryea Hulst 1896. Dysstroma ethela ingår i släktet Dysstroma och familjen mätare. Inga underarter finns listade i Catalogue of Life.